# QAB
QAB est un code qui signifie « Quelle est votre destination ? » (« QAB ? ») ou « Ma destination est...  » (« QAB ») selon le code Q.
Il est utilisé par les radioamateurs et les cibistes. 